# Inishmurray
Inishmurray es una isla deshabitada situada a 7 km de la costa del condado de Sligo, Irlanda. La isla cubre 228 acres (0,9 km²). En la isla están los restos de un asentamiento monástico irlandés temprano. San Molaise fundó un monasterio en el siglo sexto. El asentamiento eclesiástico de la isla fue atacado en 807 por los vikingos. 
La muralla es de gran tamaño, llega a alcanzar los 15 pies (4,6 m) de altura en su punto más alto y es de hasta 3 metros de espesor.